# Panneau de signalisation routière d'un passage à niveau en France
 (janvier 2022).
Le panneau de signalisation routière d'un passage à niveau en France à pour objet, la signalisation d'un danger et d'attirer de façon toute spéciale l'attention des usagers de la route aux endroits où leur vigilance doit redoubler en raison de la présence d'obstacles ou de points dangereux. La signalisation de danger est réalisée à l'aide : de panneaux de type A pour les dangers courants, de panneaux de type G pour la signalisation de position des passages à niveau, de balises de type J.
Le présent article est consacré aux panneaux de type G. Ils sont précédés par les panneaux de signalisation avancée A7 ou A8.

## Liste des panneaux de type G
Il existe en France 10 signaux de danger de type G.
- Panneaux G1  et G1b  :

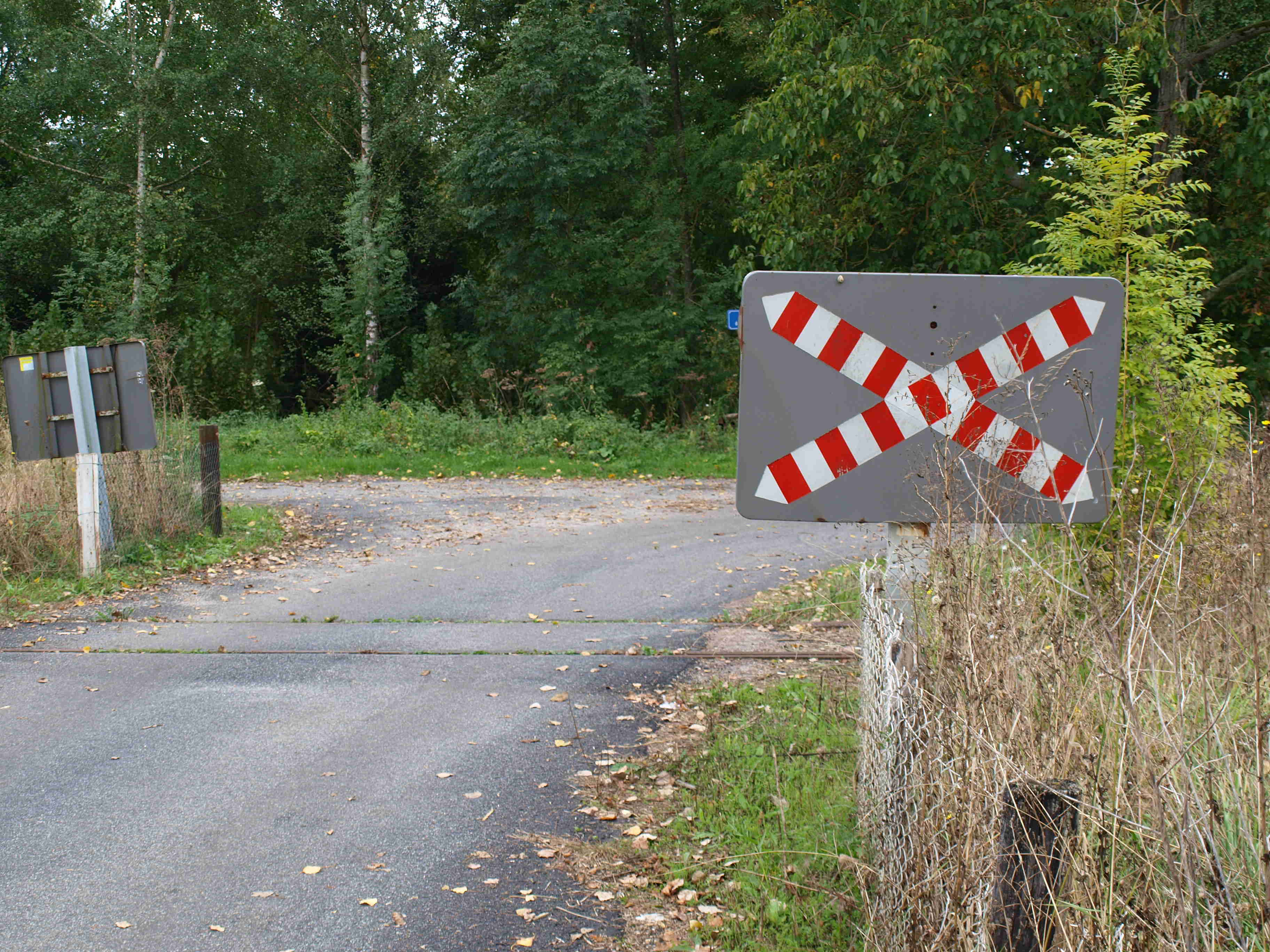
Un panneau G1 à Saint-Germain-des-Prés (Loiret).

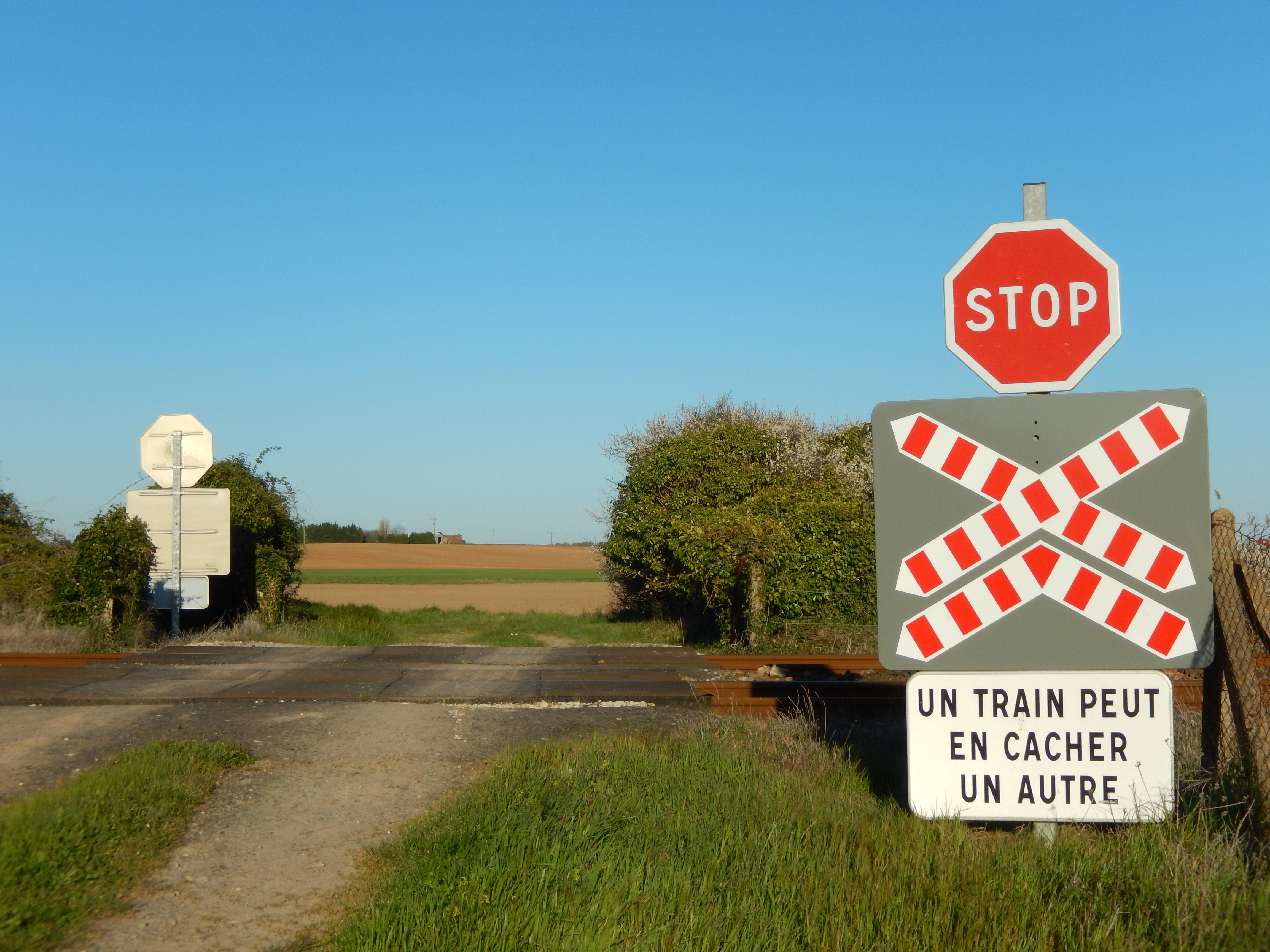
Un panneau AB4 (stop), un panneau G1a et un panonceau M9z à Saint-Laurent-de-la-Prée (Charente-Maritime).

Signalisation de position, d’une part, des passages à niveau à une voie sans barrières ni demi-barrière et non munis de signalisation automatique et, d’autre part, des aires de danger aérien où les mouvements d’avions à basse altitude constituent un danger pour la circulation routière. 
Dans ce dernier cas le panneau est complété par un dispositif lumineux d’interruption de la circulation (deux feux rouges clignotants et placés à la même hauteur).
- Signaux G1bis  et G1b bis  :

Signalisation de position des passages à niveau à une voie munis d’une signalisation automatique lumineuse et sonore sans barrière ni demi-barrière. Les signaux G1bis et G1b bis sont composés respectivement d’un panneau G1 ou G1b complété par un signal sonore et un feu clignotant dont le fonctionnement annonce l’arrivée des trains.
- Panneaux G1a et G1c :

Signalisation de position des passages à niveau à plusieurs voies sans barrière ni demi-barrière et non munis de signalisation automatique.
- Signaux G1a bis et G1c bis :

Signalisation de position des passages à niveau à plusieurs voies munies d’une signalisation automatique lumineuse et sonore sans barrière ni demi-barrière. Les signaux G1a bis et G1c bis sont composés respectivement d’un panneau G1a ou G1c complété par un signal sonore et un feu rouge clignotant dont le fonctionnement annonce l’arrivée des trains.
Dans le cas où l’usager doit marquer un temps d’arrêt avant de franchir le passage à niveau, un panneau AB4 est placé au-dessus des panneaux G1, G1a, G1b ou G1c.
- Signal G2 :

Signalisation automatique avec un feu rouge clignotant et munie de demi-barrières à fonctionnement automatique interceptant la partie droite de la chaussée. Le fonctionnement du feu rouge clignotant annonce l’arrivée des trains et précède de peu la fermeture des demi-barrières.
- Portique G3 :

Signalisation des passages à niveau avec voies électrifiées lorsque la hauteur des fils de contact est inférieure à six mètres.

### Emploi de revêtements rétroréfléchissants
Les panneaux de type G1 et G2 le sont pour les parties rouges et blanches.
Le portique G3 doit comporter un revêtement rétroréfléchissant de la classe 2.

## Sources
- Instruction interministérielle sur la signalisation routière – 2e partie – Signalisation de danger – Arrêté du 26 juillet 1974 modifié (dernière modification : arrêté du 31 juillet 2002).